# Kúzino (Veliki Ústiug)
Kúzino (ruso: Ку́зино) es un asentamiento de tipo urbano de Rusia, ubicado en la esquina nororiental de la óblast de Vólogda. A efectos de desconcentración administrativa de los órganos federales y de la óblast, se considera parte del territorio urbano de Veliki Ústiug, ciudad directamente subordinada a la óblast. A efectos de autogobierno local, carece de ayuntamiento propio, ya que desde 2022 forma parte del ókrug municipal que dicho territorio urbano forma junto con el vecino raión homónimo.
En 2023, el asentamiento tenía una población de 801 habitantes. Se ubica en la periferia suroriental de Veliki Ústiug, separado de dicha ciudad por la confluencia de los ríos Yug y Dviná Septentrional.

## Historia
Fue fundado en 1918 para albergar talleres de reparación para los barcos fluviales que pasaban por Veliki Ústiug, albergando desde entonces una gran planta mecánica. En su origen formaba parte de la vólost "Shemogodskaya" (con sede en Fiódorovskaya), en el uyezd de Veliki Ústiug. En 1939 pasó a considerarse un barrio de la ciudad, hasta que en 1983 se separó con el estatus de asentamiento de tipo urbano. En 2006 se cerró la planta mecánica que había dado origen a la localidad, por lo que su economía se basa actualmente en su cercanía a Veliki Ústiug, que no resulta suficiente para evitar el declive demográfico que sufre el asentamiento.